# لیزر تاکتیکی انرژی بالا

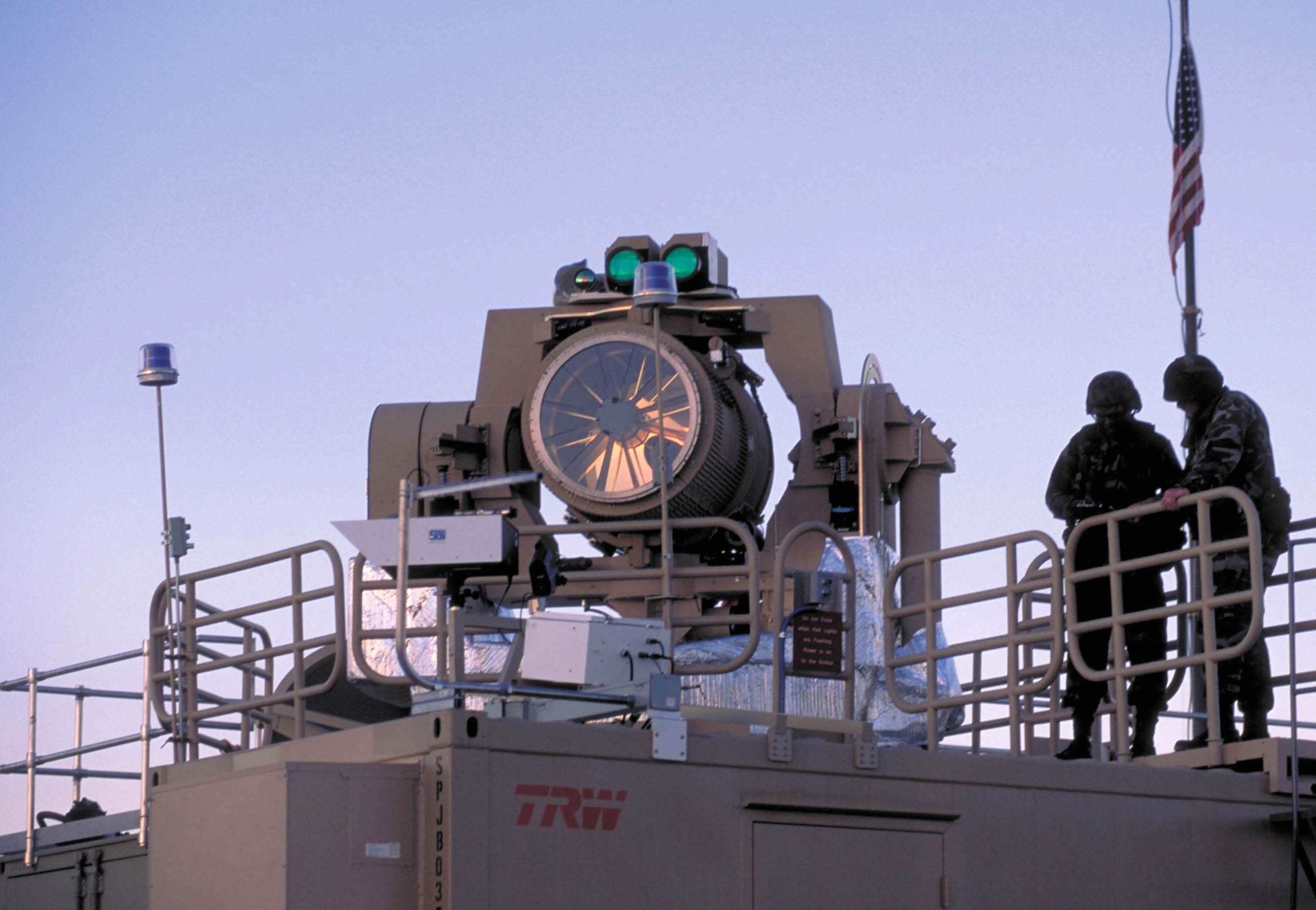
ناتیلوس

لیزر تاکتیکی انرژی بالا (به انگلیسی: Tactical High Energy Laser) که به نام سامانه لیزری ناتیلوس نیز شناخته می‌شود، گونه‌ای سلاح لیزری پیشرفته برای استفاده نظامی است که در سال ۱۹۹۶ توسط ایالات متحده آمریکا و اسرائیل، به‌طور مشترک در دستور پژوهش و تولید قرار گرفت. این سامانه در سال‌های ۲۰۰۰ و ۲۰۰۱ موفق به انهدام ۲۸ عدد راکت کاتیوشا و ۵ خمپاره شد.
نخستین نمونهٔ ساخته‌شدهٔ ناتیلوس تقریباً به اندازهٔ شش اتوبوس شهری حجیم بود که این مجموعه شامل یک مرکز فرماندهی، یک رادار و یک تلسکوپ مخصوص برای دنبال کردن اهداف، لیزر شیمیایی، مخزن سوخت شیمیایی و یک آیینهٔ گردان برای تابش اشعهٔ لیزر بر روی اهداف پر سرعت بود. پیشینهٔ ساخت این سلاح به سال ۱۹۹۶ برمی گردد که ایالات متحدهٔ آمریکا و اسرائیل بر سر توسعه یک لیزر تاکتیکی با انرژی بالا با استفاده از فناوری لیزر شیمیایی دوتریم- فلوراید که اثباتگر یک فناوری تازه بود به توافق رسیدند. از میان چهار پیمانکاری که برای ساخت این سلاح رقابت می‌کردند سرانجام شرکت نورثروپ گرامن (با نام سابق TRW) برنده شد. در سال ۲۰۰۵ با وجود نوآوری‌هایی که ناتیلوس در زمینهٔ لیزرهای نظامی به وجود آورد و عبور کردن هزینه‌های پروژه از ۳۰۰ میلیون دلار مقامات ایالات متحدهٔ آمریکا و اسرائیل تصمیم گرفتند که از توسعه دادن بیشتر طرح خودداری نمایند. اصلی‌ترین مشکلات اصلی پروژهٔ ناتیلوس را می‌توان در بسیار حجیم و بزرگ بودن، کارایی پایین در میدان جنگ و هزینه‌های بالای پروژه خلاصه کرد.